# Lidská práva v Jižní Koreji
Lidská práva v Jižní Koreji se vyvinula od dob vojenské diktatury a odrážejí aktuální stav země jako ústavní demokracie. Občané pravidelně volí prezidenta a členy Národního shromáždění v demokratických volbách.
Zákon o národní bezpečnosti kriminalizuje projev na podporu komunismu nebo Severní Koreje; počet stíhání sice klesá každý rok, ale stále existuje více než 100 takových případů ročně.

## Historie
Během většiny 20. století žili jihokorejští občané pod nedemokratickou vládou po sobě jdoucích autoritářských vojenských režimů I Sung-mana, Pak Čong-huie, Čon Du-hwana a Ro Tche-ua. Občanské svobody, a to především v oblasti svobody projevu a sdružování, byly výrazně omezovány a odpůrci režimu riskovali mučení a věznění. V roce 1967 zorganizovala KCIA špionáž a uvěznila 34 občanů, pro zpevnění zákonů Pak Čong-huie. Po masakru v Kwangdžu v roce 1980 začaly být vyjadřované stále větší veřejné touhy po demokracii a větších občanských svobodách; v letech těsně před olympijskými hrami v Soulu 1988 došlo ke zvýšení prodemokratických aktivit, které si vynutily svobodné volby v roce 1992, čímž se dlouholetý aktivista v oblasti lidských práv Kim Jong-sam dostal k moci.

## Občanské svobody

### Individuální práva
Každý občan starší devatenácti let má volební právo.
V Jižní Koreji je oficiální cenzura. Podle národního bezpečnostního zákona je zločin vyjádřit sympatie s KLDR, a ačkoli to není důsledně prosazováno, existuje více než 100 lidí ročně, kteří jsou pod tímto zákonem uvězněni. .
Cenzura je pozoruhodná v médiích. Písně a divadelní představení v japonském jazyce nebo týkající se Japonska jsou obecně zakázány. Vláda blokuje přístup k severokorejským webovým stránkám a někdy k hlavním zámořským webovým stránkám, které hostují blogy. V současné době je debata o tom, zda zrušit možnost anonymních komentářů na internetu.
Frank La Rue, zvláštní zpravodaj OSN pro svobodu názoru a projevu oznámil, že vláda prezidenta I Mjong-baka výrazně omezila svobodu projevu v Jižní Koreji.

### Práva menšin a přistěhovalců
Jižní Korea je jednou z nejvíce etnicky homogenních zemí na světě, a členové jiných skupin většinou nejsou plně akceptováni. Právní ochrana pro práva menšin je často slabá. Je zde velká populace pracovníků z jihovýchodní Asie, z nichž odhadem více než polovina je v zemi nelegálně, a tito čelí značné diskriminaci i mimo pracoviště.
V Jižní Koreji stále pokračují tradicionalistické názory, a to má za následek, že je jen málo lidí, kteří otevřeně hovoří o své homosexualitě. V zemi není právní ochrana gayů a leseb, a mnoho z nich se bojí říct o tom rodině, přátelům nebo spolupracovníkům. Homosexuálům sice není odepřena možnost sloužit v armádě, nicméně jejich vzájemné intimní vztahy v řadách ozbrojených složek jsou nezákonné. Toto ustanovení shledal vojenský soud za nepřiměřený zásah do soukromí a momentálně se čeká na vyjádření ústavního soudu.

### Vojenské
Vojenská služba je povinná pro téměř všech jihokorejských mužů. Podle Amnesty International bylo od června 2004 zadržených 758 odpůrců (většinou jehovistů) pro odmítnutí vykonávat vojenskou službu. Díky moderní jihokorejské historii byla armáda do značné míry oddělena od veřejné kontroly, což vede po desetiletí ke zneužívání a nelidskému zacházení mezi vojenským personálem. Od roku 1993 veřejnost hlasitě odsuzuje porušování lidských práv, ke kterým dochází v armádě, jako je například extrémně přetěžování. V roce 1997 vláda přijala legislativu chránící právní a lidská práva vojáků sloužících v armádě tím, že schválila zákon, který zakazuje fyzické, verbální nebo sexuální zneužívání mezi vojáky. V jednom incidentu byl kapitán armády zatčen na základě obvinění z týrání stážistů, poté, co údajně nutil 192 branců jíst výkaly. Národní komise Koreji pro lidská práva začala zkoumat tento případ.

### Trestní soudnictví
Zákon zakazuje svévolné zatýkání a zadržování, a vláda obecně respektuje tyto zákazy. Nicméně zákon o národní bezpečnosti uděluje orgánům rozsáhlé pravomoci zadržet, zatknout a uvěznit osoby, které se z pohledu vlády dopouštějí ohrožování bezpečnosti státu. Kritici pokračují ve volání po reformě nebo zrušení zákona, tvrdí, že jeho ustanovení nedefinují zakázanou činnost jasně. Ministerstvo spravedlnosti tvrdí, že soudy mají zavedeny právní precedenty pro striktní výklad zákona, které brání libovolné aplikaci. Počet vyšetřování a zatýkání kvůli NSL výrazně poklesl v posledních letech.
V roce 2008 úřady zatkly 16 osob a utiskovaly dalších 27 osob pro údajné porušení NSL. Čtyři z nich byly shledány vinnými, zbývajících 23 bylo u soudu ke konci roku. V srpnu úřady obžalovaly středoškolského učitele na základě obvinění z porušení NSL pro distribuci materiálů souvisejících s květnem 1980 a povstáním v Kwandgžu. V jiném případě byli zadrženi a obviněni čtyři členové jisté nevládní organizace kvůli nelegálnímu kontaktu s korejskými agenty a za distribuci tiskových materiálů KLDR povznášejících vůdce KLDR Kim Čong-ila. Nevládní organizace prohlásila, že vláda proti čtyřem zadrženým používá nepravdy a podal žalobu za pomluvu na náhradu škody. Na konci roku tito čtyři byli ve vazbě, čekalo na soudní proces a tvrzení o pomluvě nebyla vyřešena.
Zpráva Amnesty International tvrdí, že bylo svévolné zatýkání kolemjdoucích nejméně třikrát během demonstrace proti prezidentovi I Mjong-baku v Soulu. Zatčení byli zadrženi a poté propuštěni. Korejská národní policejní agentura (KNPA) uvedla, že policie dodržovala požadavky zákona v reakci na demonstrace. Ministerstvo spravedlnosti oznámilo, že po oficiálním vyšetřování nebylo zjištěno žádné svévolné zatýkání.
V Jižní Koreji je povolen trest smrti a vyskytlo se již několik justičních omylů.

## Obchodování s lidmi
Zákon zakazuje všechny formy obchodování s lidmi, avšak vyskytly se zprávy, že bylo obchodováno s osobami, například ženami z Ruska, dalších zemí bývalého Sovětského svazu, Číny, Mongolska, Filipín a dalších jihovýchodních asijských zemí. Tyto osoby byly využívány v zemi s cílem sexuálního zneužívání a domácího otroctví. Byly přijaty osobně nebo odpověděly na reklamy a byly letecky převezeny do Koreje, často s uměleckými nebo turistickými vízy. Kromě toho některé zahraniční ženy, které přišly do Jižní Koreje, uzavřely manželství s korejskými muži a skončily v situacích sexuálního vykořisťování, zadlužování a nevolnictví. Korejské ženy byly využívány při obchodování především za účelem sexuálního vykořisťování ve Spojených státech, někdy i v Kanadě a Mexiku, stejně jako v dalších zemích, jako je Austrálie a Japonsko. Relativně malý počet migrantů, kteří hledají pracovní příležitosti v zemi, se přiznal, že se stali oběťmi obchodování s lidmi, i když ministerstvo snížilo počet cizinců přijatých v zemi do zaměstnání. Objevily se zprávy, že obchodníci s lidmi využívají korejské pasy. Neexistuje žádný věrohodný důkaz, že úředníci byli zapojeni do obchodu s lidmi.
Zákon zakazuje obchodování s lidmi za účelem komerčního sexuálního zneužívání, včetně dluhového otroctví, a umožňuje až 10 let vězení. Obchodování s lidmi za účelem nucené práce je trestným činem a nese sankce až pět let vězení. V průběhu roku orgány provedly 220 vyšetřování obchodování s lidmi a začali stíhání v 31 případech, vše pro sexuální obchodování s lidmi. Nebylo hlášeno žádné stíhání nebo odsouzení za trestný čin obchodování s lidmi kvůli práci.
KNPA a ministerstvo spravedlnosti jsou hlavními orgány odpovědnými za prosazování zákonů proti obchodování s lidmi. Vláda spolupracovala s mezinárodním společenstvím při vyšetřování v souvislosti s obchodováním s lidmi.
Vláda udržuje síť úkrytů a programů na pomoc obětem zneužívání, včetně obětí obchodování s lidmi. Nevládní organizace uvádějí, že pomoc obětem zneužívání je na nízké úrovni.